# 金牛岭公园
金牛岭公园（英語：Golden Bull Mountain Ridge Park）是一个位于海南海口龙华区的城市公园。占地面积105公顷。

## 历史
1996年1月3日建成，公园取名来自当地传说，在干旱的年份，山脊上会出现一头仙牛。它会召唤风来，祈求降雨。

## 画廊

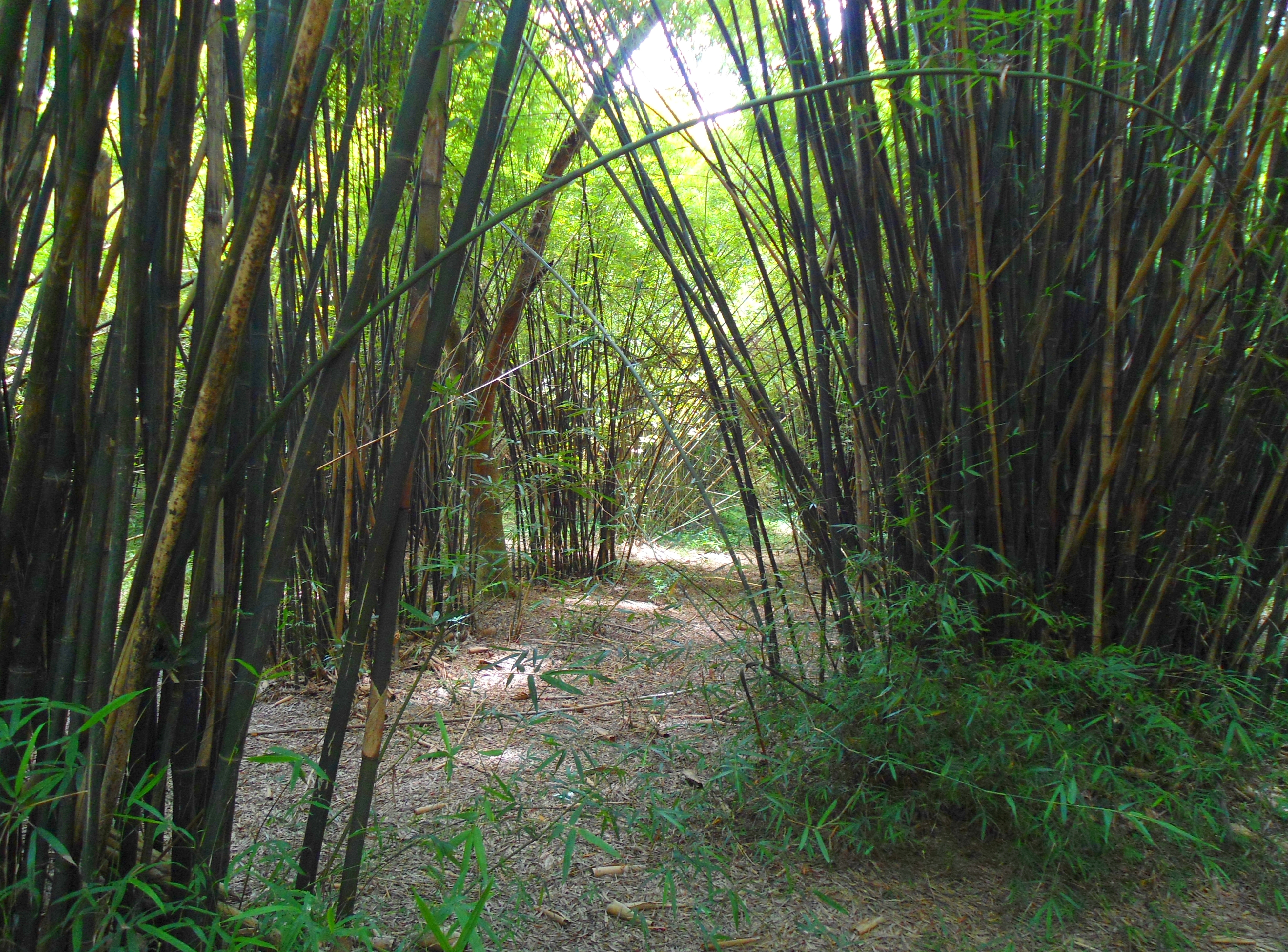
竹林
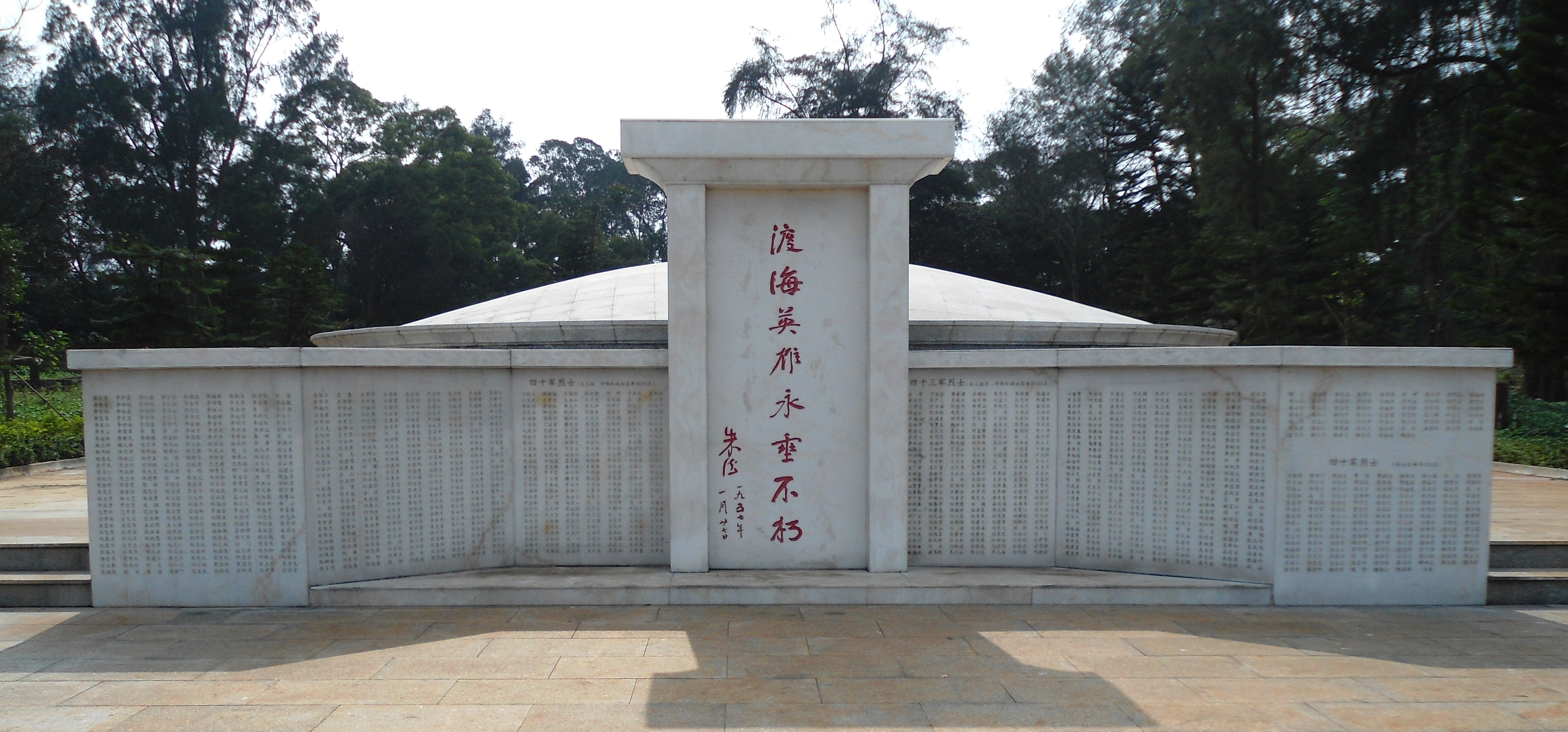
海南岛战役烈士陵园
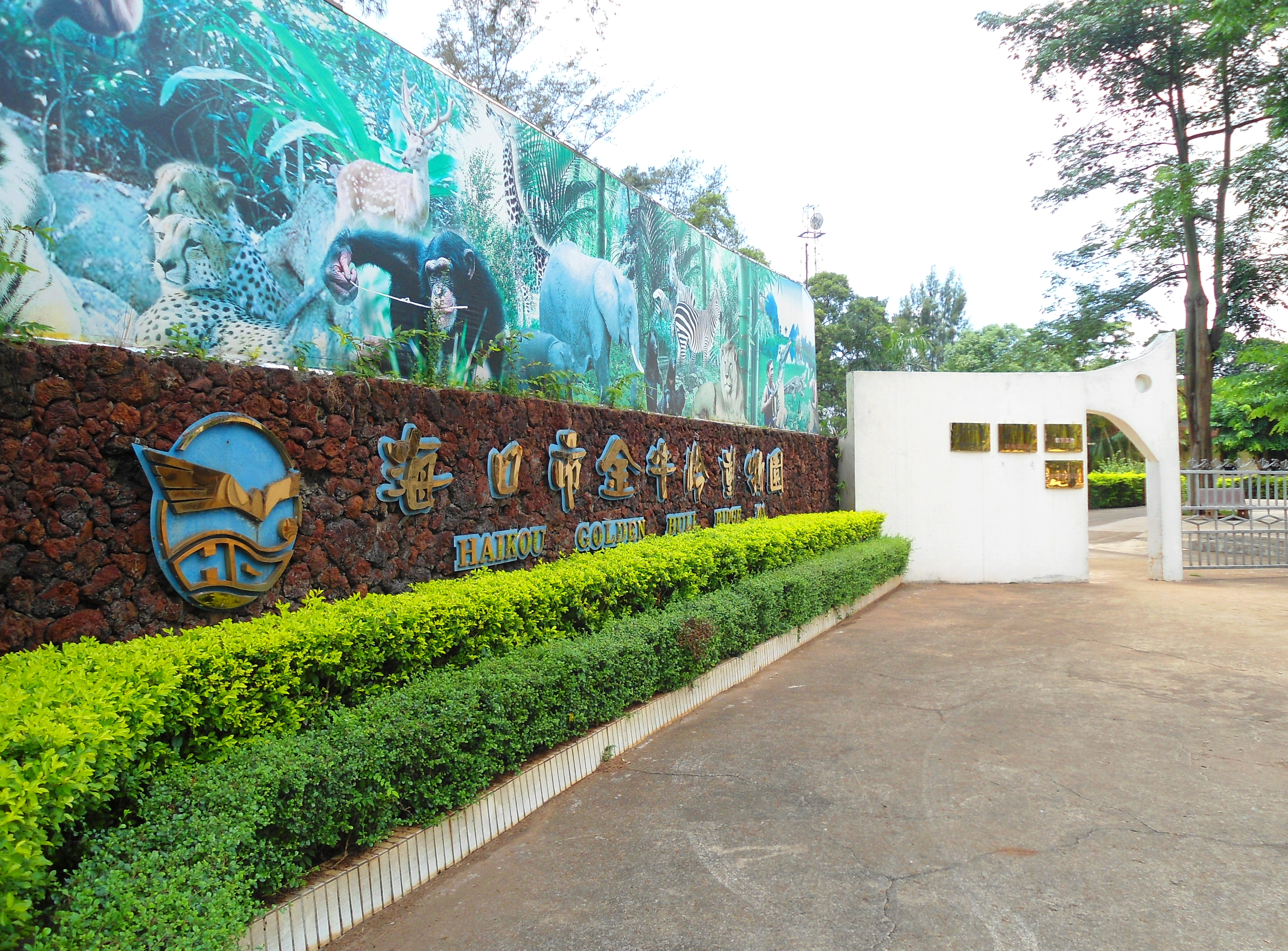
动物园